# Sjag navstretju
Sjag navstretju (russisk: Шаг навстречу, da.: Et skridt fremad) er en sovjetisk spillefilm fra 1975 instrueret af Naum Birman.
Filmen består af fem separate historier, forenet af historien om den spirende kærlighed mellem to midaldrende mennesker, der mødes hver dag på vej til arbejde. 

## Medvirkende
- Ljudmila Gurtjenko som Valentina Stepanovna
- Nikolaj Volkov som Igor Anatolievitj
- Jelena Anderegg